# 安藤永吉
安藤 永吉（あんどう えいきち、2000年12月1日 - ）は、北海道苫小牧市出身のプロアイスホッケー選手。ポジションはフォワード。アジアリーグアイスホッケーの東北フリーブレイズに所属。

## 経歴
駒澤大学附属苫小牧高等学校から法政大学に進学。
2023年6月6日にアジアリーグアイスホッケーの東北フリーブレイズに入団。

## 詳細情報

### 背番号
- 88（2023年 - ）

### 代表歴
- 2022-23 ユニバーシアード冬季大会日本代表